# Carlos Santos Shoes
Pour les articles homonymes, voir Santos (homonymie).
 (22 janvier 2025).
 (septembre 2020).
Carlos Santos Shoes est une marque portugaise de chaussures de luxe créée en 1942. Elle est une branche de la firme de l'entreprise Zarco-Fábrica de Calçado,.  
Dans les années 2000, Zarco-Fábrica est racheté par Carlos Alberto Rodrigues dos Santos, collaborateur commercial devenu actionnaire majoritaire, puis propriétaire de l'usine. Il est le créateur de la marque à laquelle il a donné son nom, en 2010.  
Le siège social est à São João da Madeira, dans le nord du Portugal.  

## Histoire
À l'âge de 14 ans, Carlos Alberto Rodrigues dos Santos commence à travailler dans les bureaux de l'usine Zarco. Il devient ensuite vendeur. À 21 ans, il voyage en Italie où il cherche des références d'innovation et de créativité, ainsi que des techniques de production. Il devient l'un des vendeurs les plus connus au Portugal.
En 2000, Carlos Santos possède l'ensemble de l'entreprise après un achat progressif des actions de la société et le lancement d'une stratégie d'internationalisation.  
En 2010, il lance la marque Carlos Santos et mise sur la présence dans les salons internationaux MICAM, UBM Fashion, NEC Birmingham.
Carlos Santos est présent dans une vingtaine de pays,.

## Production
Les chaussures Carlos Santos passent par un processus qui peut nécessiter plus de 200 opérations. Les chaussures de la marque sont entièrement fabriquées au Portugal.